# 1854 Skvortsov
1854 Skvortsov è un asteroide della fascia principale. Scoperto nel 1968, presenta un'orbita caratterizzata da un semiasse maggiore pari a 2,5407600 UA e da un'eccentricità di 0,1372171, inclinata di 4,89690° rispetto all'eclittica.
L'asteroide è dedicato all'astronomo russo Evgenij Fëdorovič Skvorcov.